# Přívoz Štětí–Hněvice
Přívoz Štětí–Hněvice byl přívoz přes Labe, provozovaný od středověku do roku 1973, krátkodobě pak ještě v letech 2019–2020 po dobu rekonstrukce mostu.

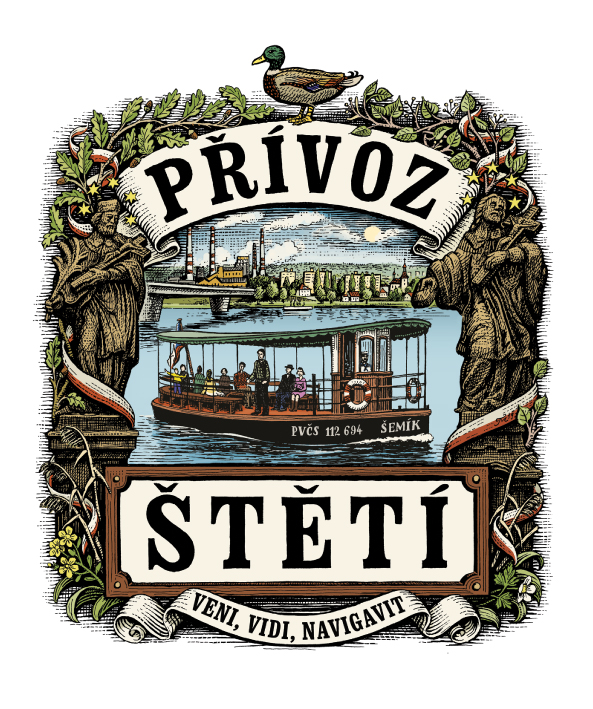
Přívoz Štětí

## Historie
Od východu vedla přes dnešní území města Štětí prastará cesta z Dubé, z Chcebuze a Brocna a z vesnic v povodí Obrtky. V raném středověku pravděpodobně vedl přes řeku brod a původní městečko Stiet (Štětí) vzniklo při křižovatce dvou cest a při tomto brodu. Po většinu roku by takový brod bylo možno celoročně překonat na koni, v suchých letech v létě při nízkém stavu vody lidé brodili pěšky, a když v zimě řeka zamrzla, bývalo možno ji přejít po ledě. S rozvojem osad na obou březích řeky se na řece se objevil přívozní člun nebo prám. Ve 2. polovině 17. století zde na Labi vzniklo jazykové rozhraní, Štětí na pravém břehu se poněmčilo, Hněvice a Račice na levém břehu zůstaly české.
Přívoz je doložen od roku 1537. Právo přívozu potvrdil městu Štětí Ferdinand I. dne 30. března 1557. Kolem roku 1657 město Štětí vedlo spor s roudnickým panstvím, které za přívoz požadovalo nájemné. V roce 1842 bylo takové sucho, že přívoz nemohl jezdit, ale lidé se v létě brodili pěšky a vodu měli nanejvýš po kolena.
V roce 1851 byl pro usnadnění přístupu k nové železniční stanici v Hněvicích zřízen přes Labe zřízen pontonový most, kterému se kvůli jeho pohupování na hladině říkalo „létací most – fliegende Brücke“. Demontován byl spolu s lodními mlýny při regulaci labského koryta roku 1908.
V roce 1932 byla převozní loď opatřena benzinovým motorem a zbavena vodicího lana, čímž byl provoz urychlen. V roce 1935 byla v korytě Labe vystavěna příčná hrázka, která prodlužovala usměrňovací hráz nad přívozem, a v roce 1937 byly příčné hrázky dobudovány po poškození velkou vodou. V roce 1935 byl vyměněn prámový řetěz pro stávající nákladní prám, v roce 1937 byl znovu vyměněn prámový řetěz. V roce 1963 byla stará osobní převozní loď nahrazena novou, zastřešenou lodí, pojmenovanou „Marie“. Ta sloužila až do zrušení přívozu při otevření nového mostu v roce 1973.
Hněvice, které původně byly samostatnou obcí a v letech 1961–1980 byly částí obce Račice, se od 1. ledna 1981 staly částí města Štětí.

## Dočasný přívoz 2019–2020

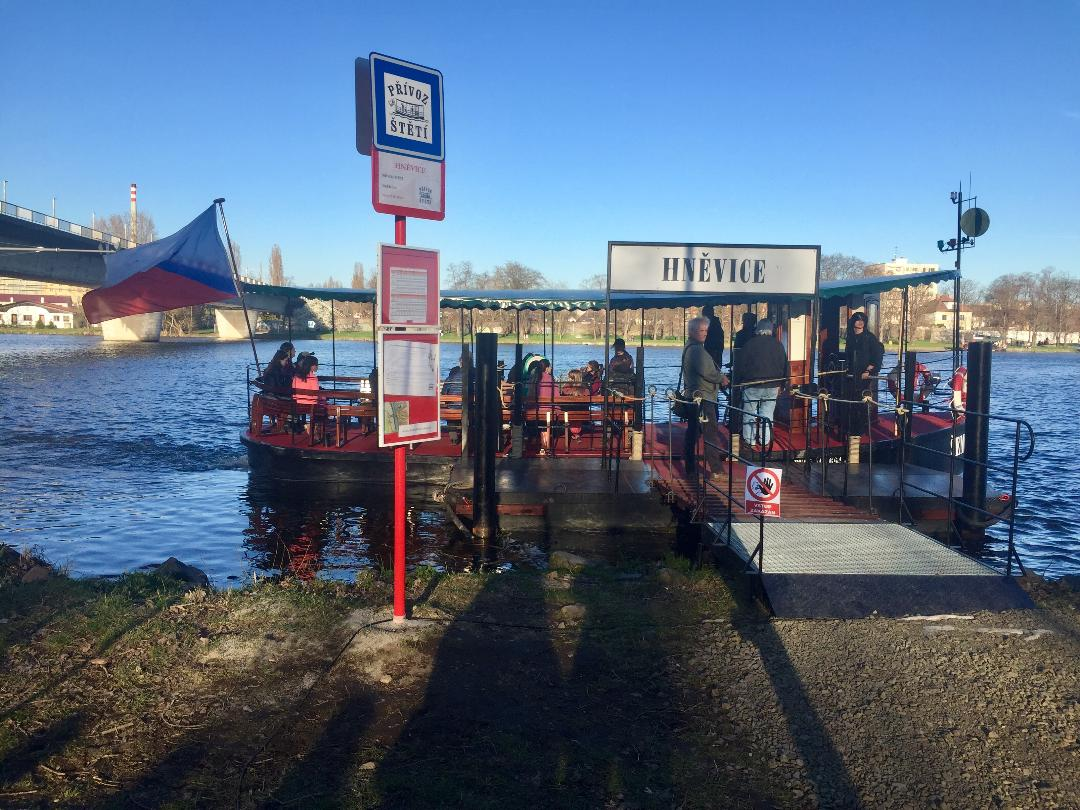
Přístaviště Hněvice

Z důvodu rekonstrukce a uzávěry sdruženého silničně-železničního mostu přes řeku Labe mezi Štětím a Hněvicemi (se silnicí III/26119 a železniční vlečkou do papíren) byl v roce 2019 zaveden dočasně přívoz jako náhradní doprava. Doba rekonstrukce mostu byla naplánována na 15 měsíců. Doprava byla pro cestující bezplatná.
Pod názvem Přívoz Štětí byl přívoz slavnostně otevřen pro veřejnost 1. dubna 2019 v 16 hodin, provoz byl ukončen 30. června 2020. Provozován byl v rámci Dopravy Ústeckého kraje jako linka číslo 903. Přístaviště nesla názvy „Štětí přístav“ a „Hněvice“. Trasa byla situována jižně u uzavřeného mostu a ve vztahu ke kolmici k toku řeky byla mírně šikmá. Provozovatelem byla společnost Pražské Benátky, která na obou březích zřídila přístaviště v podobě ukotvených mol s označníkem na břehu, ve Štětí (na pravém břehu) bylo přístaviště v místě stálého přístaviště pro osobní lodní dopravu. Provoz zajišťovaly převozní lodě Šemík a Praha (či Kazi), lodě typu Kazi, které mají kapacitu 40 osob, jsou bezbarierové a přepravují kočárky i jízdní kola.
Podle avizovaného jízdního řádu byl přívoz v provozu denně od 4:08 do 0:31, a to v intervalu 20 minut. Podle zveřejněného jízdního řádu vyplouvala první plavba ze Štětí ve 4:21 a poslední ve 23:41, přičemž dvacetiminutový interval byl v pracovních dnech přepůlen vloženým spojem v 7:31, naopak ve 23:21 spoj chyběl (takže interval byl dvojnásobný). V úvodu před jízdním řádem bylo uvedeno, že poslední spoj z Hněvic pluje v 0:21, ale v samotném jízdním řádu tento spoj uveden nebyl. Z Hněvic první plavba vyplouvala ve 4:31 a poslední v 0:31, přičemž v pracovní dny se místo plavby v 7:31 konaly dvě plavby v 7:26 a v 7:36 (od 7:11 tak byly intervaly 15, 10 a 15 minut), a mezi plavbami 23:11 a 0:31 byl interval 40 minut. Doba plavby byla dle jízdního řádu 3 minuty.
Po ukončení provozu provozovatel na webu přívozu zveřejnil, že přívoz za dobu své existence vykonal 58 571 jednotlivých jízd a přepravl 1 217 200 osob.
Zatímco při vypsání soutěže Ústecký kraj odhadoval náklady na 11,9 milionu korun, konečná cena byla 41,67 milionu korun, což dle novinářů odpovídá ceně 4800 Kč za hodinu. O zakázku se ucházela společnost Pražské Benátky jako jediný zájemce. Cenu zdůvodnila tím, že provoz vyžaduje nasazení tří směn a jde o vybudování služby „na zelené louce“, přičemž loď si musí sami naprojektovat a postavit, protože trh nových převozních lodí neexistuje (použité lodě typu Naomi ve třech velikostních variantách přitom společnost postupně nasazovala do provozu v rámci PID již od roku 2014). Kraj kvůli vysoké ceně uvažoval o tom, že zakázku zruší, nakonec se ovšem kvůli nedostatku času rada kraje rozhodla zakázku přijmout a cenu navýšit. Přívoz byl označován za nejdražší přívoz v zemi.